# Пабло Неруда
Пабло Неруда, право име Нефтали Рикардо Рејес (шп. Pablo Neruda; Перал, 12. јул 1904 — Сантијаго де Чиле, 23. септембар 1973), био је чилеански књижевник и добитник Нобелове награде за књижевност. Свој литерарни псеудоним Неруда који је касније прихватио као лично име, извео је од имена чешког песника и писца Јана Неруде.

## Биографија
Рођен је 12. јула 1904. године у граду Перал у Чилеу као Рикардо Нефтали Рејес (шп. Ricardo Neftali Reyes). Син железничара, Хосеа дел Кармен Рејеса Моралеса (шп. José del Carmen Reyes Morales), и учитељице Росе Басоалто Опазо (шп. Rosa Basoalto Opazo), која је само месец дана након рођења сина преминула од туберкулозе. Недуго после мајчине смрти, његов отац је нашао нови посао у месту Темуко у ком ће је Рикардо провео своје детињство. Почео је да пише веома рано. У гимназијским данима објавио је своје прве радове у регионалном часопису „Сутра“ (шп. La Mañana) и склопио је пријатељство са директорком женске гимназије, и већ познатом књижевницом, Габријелом Мистрал, која је на њега пренела љубав према руским ауторима. У 19. години (1923). објавио је своју прву књигу поезије Crepusculario, а у 20. и другу под називом „Двадесет поема о љубави и једна песма без наде“. Студирао је француски језик и педагогију. Шпански грађански рат и смрт свога пријатеља Федерика Гарсије Лорке на њега оставља неизбрисив траг. Прикључио је се револуционарном покрету и тада је писао песме са револуционарно-социјалном тематиком. Од 1927. до 1935. радио је при чилеанском конзулату у Рангуну. Од 1939. до 1940. био је конзул у Паризу, а након тога у Мексику, до 1943. године. У Чиле се вратио 1945. и постао сенатор. Због неслагања са тадашњим председником Чилеа био је прогоњен. Успео је да побегне у Европу, где је боравио у разним земљама. У Чиле се поново вратио 1952, где је живео до своје смрти 23. септембра 1973. године. Објавио је још десетак књига поезије. Добитник је Нобелове награде за књижевност 1971.
Јуна 2011. покренута је истрага о околностима његове смрти 1973. године. Форензичари су утврдили да је имао узнапредовали карцином када је умро.  Према наводима из 2023. године, форензички стручњаци утврдили су да Неруда највероватније није умро природном смрћу, већ је преминуо услед јаког токсина којим је отрован.

## Почетак каријере
Нерудин отац није подржавао занимање свог сина у писању и у књижевности, али Неруда је добио подршку од других, укључујући и будућег нобеловца Габриела Мистрала. Дана 18. јула 1917. у тринаестој години објавио је свој први рад, есеј, под називом „Ентузијазам и Персерверанција“ (шп. Entusiasmo y Perseverancia) у локалном дневном листу „Ла Мањана“ (шп. La Mañana). Наредних година објавио је бројне песме као што су „Моје Очи“ (шп. Mis Ojos) и есеје у локалним часописима. Учествовао је на локалном литерарном конкурсу „Игре Флоралес дел Мауле“ (шп. Juegos Florales de Maule) у 1919, а освојио је треће место са својом песмом „Комунјон Идеал“ (шп. Comunión Ideal) такође као „Ноктурно Идеала“ (шп. Nocturno ideal).
Са шеснаест година, 1921. године, Неруда се преселио у Сантијаго да студира француски на Универзитету у Чилеу, са намером да постане учитељ, међутим, убрзо је све своје време посветио поезији. Године 1923, његов први стих „Крепускуларио“ је објављен, а затим следеће године „Двадесет љубавних песама и песма очајања“ (шп. Veinte poemas de amor y una canción desesperada), збирка љубавних песама које је контроверзна за своје еротике, поготово што је тако млад аутор.
Оба дела су критички похваљена и преведена су на разне језике. Током деценија „Двадесет песама“ се продало у милион примерака и постао Нерудин најпознатији рад, иако није изашао у другом издању до 1932. године. Неруда је успоставио међународну репутацију као песник, али је суочен са сиромаштвом. Године 1926, објавио је збирку „Покушај бесконачног човека“ и роман „Становник и његова нада“. Године 1927, почео је своју другу дипломатску каријеру у латиноамеричкој традицији. Био је цењени песник и дипломата који је често путовао широм света.
Нерудина намера објављивања под измишљеним именом је била да избегне незадовољство свога оца због своје поезије. До средине 1930. године, када је усвојио своје измишљено име „Пабло Неруда“, он је био објављен аутор поезије, прозе и публицистике. Верује се да је он себе називао „Неруда“ по чешком песнику „Јан Неруда“.

## Битни догађаји
По завршетку гимназије, Рикардо је одлучио да настави студије у главном граду Чилеа, Сантјагу, где се 1921. уписао на универзитет на којем је студирао педагогију и француски језик. Није напустио ни своју највећу страст, писање, које ће му је донела прву награду на прослави пролећа, у чију част је написао песму „Празнична песма” (“Lа canción de la fiesta”) која је касније објављена у листу „Младост” (“Јuventud”) под псеудонимом Пабло Неруда.
Када је већ букнуо грађански рат у Шпанији, убиство Нерудиног блиског пријатеља Лорке променило је не само његов стил писања већ у неку руку и његов живот. Због своје подршке Шпанцима, чилеанске власти су скинуле Неруду са места конзула. У том периоду настала је његова поема „Шпанија у срцу” (“Еspаñа en el corazón”), која ће бити део збирке „Трећи боравак“ (“Теrcera residencia”). Овога пута његова поезија јасно се бавила политиком и социјалним питањима.

##### Мексичко именовање
Након неуспелог атентата 1940. на Лава Троцког, Неруда је организовао чилеанску визу за мексичког сликара Давида Алфара Сикероса, који је оптужен да је био један од завереника у атентату. Неруда је касније изјавио да је то урадио на захтев мексичког председника, Мануела Авиле Камача. То је омогућило Сикеросу, који је затим био затворен, да напусти Мексико и оде у Чиле, где је боравио у Нерудиној приватној резиденцији. У замену за помоћ, Сикерос је провео више од годину дана сликајући мурал у школи у Чиљану. Нерудин однос са Сикеросом је привукао критику и Неруда је одбацио наводе да је његова намера била да помогне атентатору као „сензационалистичко политичко-књижевна узнемиравања“. У Мексику, Пабло Неруда је упознао чувеног мексичког писца Октавија Паза, са којим је скоро у сукоб 1942.

##### Повратак у Чиле
Године 1943. посетио је и Перу и остатке светог града Инка Мачу Пикчу којем је посветио поему „Висине Мачу Пикчуа” („Alturas de Machu Piccu”). Године 1945, чилеанске власти постављају Неруду за сенатора, а баш те значајне године добија и Националну награду за књижевност.

##### Комунизам
Подстакнут својим искуствима у Шпанском грађанском рату, Неруда, као и многи левичарски оријентисани интелектуалци своје генерације, дошао је да се диви Совјетском Савезу  Јосифа Стаљина, делом због улоге коју је одиграо у победи над нацистичком Немачком и идеалистичким погледима. Ово је истакнуто у песмама као што су "Canto a Stalingrado" (1942) и "Nuevo canto de amor a Stalingrado" (1943). 1953. Неруда је добио награду за мир Стаљина .

##### Изгнанство
Неколико недеља касније у 1948, сматрајући да му прети хапшење, Неруда је отишао у илегалу, а он и његова жена крили су се од куће до куће од стране присталица и поштовалаца наредних тринаест месеци. Док је био у бекству, сенатор Неруда је уклоњен из канцеларије а у септембру, 1948 , Комунистичка партија је потпуно забрањена под “Ley de defensa permanente de la democracia (Закон за трајну одбрану демократије), под називом критичари: „Ley Maldita” (проклете Закон), који је преко 26.000 људи елиминисао из изборног регистара, чиме им онемогућава њихово право гласа. Неруда се касније преселио у Валдивиу у јужном Чилеу. Од Валдивиа је прешао на имање шумарства у близини Huishue језера. Неруда живот под земљом завршио у марту 1949, када је побегао преко Лилпела (Lilpel) у Аргентину на коњима. Он је драстично пребројавао бекство из Чилеа у свом предавању Нобелове награде.
Други повратак у Чиле
До 1952, Гонзалес-Видела Влада (Gonzales Videla Governament) је била на издисају, ослабљена корупцијским скандалима. Чилеанска Социјалистичка партија(Chilean Socialist party) била је у процесу номиновања Салвадора Аљендеа(Salvador Allende ) као свог кандидата председничких избора у септембру 1952 и било је важно да Неруда буде присутан, од стране до сада најугледнијег Чилеанске левичарске књижевне фигуре, да подржи кампању . Неруда се вратио у Чиле у августу те године и придружује се Делији дел Карил, који је путовао испред њега неколико месеци раније, али се брак распадао. Дел Карил је у међувремену сазнала сазнала за његову аферу са Матилде Уррутиа (Matilde Urrutia) и вратила је у Чиле 1955.
После смрти Че Геваре у Боливији у 1967, Неруда је написао неколико чланака жаљења за губитком „великог јунака“ . У исто време, он је рекао свом пријатељу Аиди Фигуероу (Aida Figueroa) да не плаче за Че, већ за Луисом Емилиом Рекабареном(Luis Emilio Recabarren) , оцем чилеанског комунистичког покрета, који је проповедао пацифистичку револуцију преко насилних Чеових начина.

## Заоставштина
Три куће које су биле у његовом власништву, у Чилеу су претворене у музеје, па су доступне широј јавности, а могу се посетити у: La Chasacona у Santiago, La Sebastiana у Valparaiso, и Casa de Isla Negra у Isla Negra где су он, као и његова жена сахрањени.
Нерудина биста се налази на јужној страни дворишта зграде Организације америчких држава у Вашингтону.
Многи композитори, музичари, уметници и други људи из сфере музичког света користили су Нерудине песме као инспирацију за своја дела. Велики број његових песама је препеван, реализован у албуме. У част овог великог уметника настале су и опере, песме о његовом животу, као и песме које величају његово дело и поезију, поготово ону љубавног карактера.
Нерудин боравак у вили на острву Капри је фикцијализован од стране чилеанског аутора Антонија Сакрамента у новели познатој као Aridente Paciencia, касније позната као El carteo de Neruda.
Године 2008. писац Роберто Ампуеро написао је новелу о Нерудином приватном животу, где је сам Неруда главни лик. Новела се зове Cayetano Brulé.
„Сањар“ је дело створено 2010. И представља фиктивно детињство овог песника, где је приказан успон и цветање једног дечака из Чилеа упркос препрекама на које наилази због негативног става његовог оца. Написано од стране Pam Muñoz Ryan-а, а извео га је Peter Sis.
По комаду већ поменутог аутора Антонија Сакрамента, направљен је филм о Нерудином боравку на острву Капри, где упознаје локалног поштара који му постаје најбољи пријатељ и који га инспирише да ствара и пише на пољу љубавне сфере.
„Зов песника“ је документарни филм који прати Нерудин живот и стваралаштво режиран од стране мексичких режисера Carlos Bordao-а и Mark Eisner-а.
Постоји још један документарни филм о Неруди у трајању од 120 минута. Укључује и интервјуе са Нерудиним блиским пријатељима и познаницима, и као такав наишао је на врло добар одзив код публике.

## Последње године
Примио је Нобелову награду за књижевност 1971. године, која је на најбољи начин заокружила његов дугогодишњи рад. Нобеловој награди претходила је номинација за председника државе (1970), које се Неруда одрекао у корист Салвадора Аљендеа (Salvador Allende), који га је убрзо номиновао за амбасадора у Паризу, ту дужност је вршио од 1970—1972. Током свог мандата утицао је да на поновне преговоре о спољном дугу Чилеа.
Након неколико месеци боравка у Паризу, његово здравље знатно се погоршава. Неруда се вратио у Чиле где је и преминуо од срчаног удара у ноћи 23. септембра 1973. у Сантиаго Санта Мариа клиници. Сахрана је одржана уз масовно присуство полиције. Нерудина кућа је обијена а његови радови и књиге су отети или уништени. После његове смрти биће објављена и његова аутобиографија под називом „Признајем да сам живео” (“Confieso que he vivido”) коју је писао све до последњег дана укључујући и последњи сегмент који описује смрт Салвадора Аљендеа током побуне код Монеда Палаце Пиночеа и других генерала .
Правосудни органи Чилеа пристали су недавно да отворе истрагу поводом сумњивих околности под којима је умро чилеански Нобеловац. Већ у мају ове године, његов лични секретар и возач Мануел Араја (Manuel Araya) изразио је своју сумњу da је Пиноче одговоран за смрт Нобеловца јер му је Неруда сметао, али је пишчева фондација убрзо негирала Арајине наводе. Судија који је пристао да отвори Нерудин случај каже да има моралну обавезу да истражи смрт песника, која се догодила две недеље по државном удару, а да ли ће нова истрага изнети на светлост дана нову истину, остаје да се види.

## Цитати
... Не јадикуј много над ситним боловима, јер би судбина могла почети да те лечи - крупним.
... Љубав је тако кратка, а заборав тако бескрајан.
... Двоје срећних љубавника немају краја ни смрти, рађају се и умиру више пута док живе, имају вечност природе.
... Многе воде не могу угасити љубав, нити је реке потопити.
... Љубав је јака као смрт.
... Ко ништа не зна, мора свему веровати.